# Piłka ręczna na Igrzyskach Azjatyckich 2022
Turnieje piłki ręcznej na Igrzyskach Azjatyckich 2022 pierwotnie zaplanowane na wrzesień 2022 roku ostatecznie odbyły się w dniach 24 września – 5 października 2023 roku w Hangzhou.
Był to jedenasty turniej męski i dziewiąty żeński w historii tych zawodów.
Na początku maja 2022 roku Olimpijska Rada Azji zdecydowała o odłożeniu zaplanowanych na wrzesień zawodów z uwagi na pandemię COVID-19, w kolejnym miesiącu ustaliła zaś nowe daty ich rozegrania. Losowanie grup odbyło się 27 lipca 2023 roku. Mężczyźni w pierwszej fazie rywalizowali systemem kołowym podzieleni na cztery grupy – jedną cztero- i trzy trzyzespołowe, z których do fazy zasadniczej awansowała czołowa dwójka. W niej reprezentacje z połączonych grup A i B oraz C i D rozgrywały spotkania systemem kołowym przy zachowaniu wyników z fazy wstępnej, następnie czołowe dwójki uzyskały prawo do gry o medale. Żeńskie reprezentacje zostały natomiast podzielone na dwie grupy, pięcio- i czterozespołową, które walczyły systemem kołowym o dwa czołowe miejsca premiowane awansem do półfinału. Szczegółowy harmonogram spotkań zaplanowanych do rozegrania w dwóch halach opublikowano w sierpniu 2023 roku. Sędziowie zawodów.
W fazie grupowej spotkania toczone były bez ewentualnej dogrywki, za zwycięstwo, remis i porażkę przysługiwały odpowiednio dwa, jeden i zero punktów. Przy ustalaniu rankingu po fazie grupowej w przypadku tej samej liczby punktów lokaty zespołów były ustalane kolejno na podstawie:
- wyniku meczu pomiędzy zainteresowanymi drużynami;
- lepszego bilansu bramek zdobytych i straconych w meczach pomiędzy zainteresowanymi drużynami;
- większej liczby zdobytych bramek w meczach pomiędzy zainteresowanymi drużynami;
- lepszego bilansu bramek zdobytych i straconych we wszystkich meczach grupowych;
- większej liczby zdobytych bramek we wszystkich meczach grupowych;
- rzutu monetą.

W zawodach triumfowali Katarczycy i Japonki, a najwięcej bramek zdobyli Hussain Sayyad i Liu Chan.
Ceny na mecze fazy grupowej kształtowały się w zakresie 30–80 CNY, zaś na finałową 50–100 CNY.

## Podsumowanie

### Klasyfikacja medalowa
| Klasyfikacja medalowa | Klasyfikacja medalowa | Klasyfikacja medalowa | Klasyfikacja medalowa | Klasyfikacja medalowa | Klasyfikacja medalowa |
| Miejsce               | Reprezentacja         | Złoto                 | Srebro                | Brąz                  | Razem                 |
| --------------------- | --------------------- | --------------------- | --------------------- | --------------------- | --------------------- |
| 1                     | Japonia               | 1                     | 0                     | 0                     | 1                     |
| =                     | Katar                 | 1                     | 0                     | 0                     | 1                     |
| 3                     | Bahrajn               | 0                     | 1                     | 0                     | 1                     |
| =                     | Korea Południowa      | 0                     | 1                     | 0                     | 1                     |
| 5                     | Chiny                 | 0                     | 0                     | 1                     | 1                     |
| =                     | Kuwejt                | 0                     | 0                     | 1                     | 1                     |
| Razem                 | Razem                 | 2                     | 2                     | 2                     | 6                     |

### Medaliści
| Konkurencja | 1. miejsce | 2. miejsce       | 3. miejsce |
| ----------- | ---------- | ---------------- | ---------- |
| Mężczyźni   | Katar      | Bahrajn          | Kuwejt     |
| Kobiety     | Japonia    | Korea Południowa | Chiny      |

## Turniej mężczyzn
|  |                |           |           |                   |    |         |         |       |
|  | Półfinały      | Półfinały | Półfinały |                   |    | Finał   | Finał   | Finał |
|  | Półfinały      | Półfinały | Półfinały |                   |    | Finał   | Finał   | Finał |
|  | 3 października |           |           |                   |    |         |         |       |
|  |                |           |           |                   |    |         |         |       |
|  | Bahrajn        | Bahrajn   | 30        |                   |    |         |         |       |
|  | Bahrajn        | Bahrajn   | 30        | 5 października    |    |         |         |       |
|  | Japonia        | Japonia   | 28        |                   |    |         |         |       |
|  | Japonia        | Japonia   | 28        |                   |    | Bahrajn | Bahrajn | 25    |
|  | 3 października |           |           |                   |    | Bahrajn | Bahrajn | 25    |
|  |                |           | Katar     | Katar             | 32 |         |         |       |
|  | Katar          | Katar     | Katar     | Katar             | 32 | 29      |         |       |
|  | Katar          | Katar     |           |                   |    |         |         |       |
|  | Kuwejt         | Kuwejt    | 24        |                   |    |         |         |       |
|  | Kuwejt         | Kuwejt    | 24        | Mecz o 3. miejsce |    |         |         |       |
|  |                |           |           |                   |    |         |         |       |
|  | 5 października |           |           |                   |    |         |         |       |
|  |                |           |           |                   |    |         |         |       |
|  | Japonia        | Japonia   | 30        |                   |    |         |         |       |
|  | Japonia        | Japonia   | 30        |                   |    |         |         |       |
|  | Kuwejt         | Kuwejt    | 31        |                   |    |         |         |       |
|  | Kuwejt         | Kuwejt    | 31        |                   |    |         |         |       |

## Turniej kobiet
|  |                  |                  |           |                   |    |                  |                  |       |
|  | Półfinały        | Półfinały        | Półfinały |                   |    | Finał            | Finał            | Finał |
|  | Półfinały        | Półfinały        | Półfinały |                   |    | Finał            | Finał            | Finał |
|  | 3 października   |                  |           |                   |    |                  |                  |       |
|  |                  |                  |           |                   |    |                  |                  |       |
|  | Korea Południowa | Korea Południowa | 30        |                   |    |                  |                  |       |
|  | Korea Południowa | Korea Południowa | 30        | 5 października    |    |                  |                  |       |
|  | Chiny            | Chiny            | 23        |                   |    |                  |                  |       |
|  | Chiny            | Chiny            | 23        |                   |    | Korea Południowa | Korea Południowa | 19    |
|  | 3 października   |                  |           |                   |    | Korea Południowa | Korea Południowa | 19    |
|  |                  |                  | Japonia   | Japonia           | 29 |                  |                  |       |
|  | Japonia          | Japonia          | Japonia   | Japonia           | 29 | 40               |                  |       |
|  | Japonia          | Japonia          |           |                   |    |                  |                  |       |
|  | Kazachstan       | Kazachstan       | 22        |                   |    |                  |                  |       |
|  | Kazachstan       | Kazachstan       | 22        | Mecz o 3. miejsce |    |                  |                  |       |
|  |                  |                  |           |                   |    |                  |                  |       |
|  | 5 października   |                  |           |                   |    |                  |                  |       |
|  |                  |                  |           |                   |    |                  |                  |       |
|  | Chiny            | Chiny            | 39        |                   |    |                  |                  |       |
|  | Chiny            | Chiny            | 39        |                   |    |                  |                  |       |
|  | Kazachstan       | Kazachstan       | 26        |                   |    |                  |                  |       |
|  | Kazachstan       | Kazachstan       | 26        |                   |    |                  |                  |       |